# Viviano Codazzi

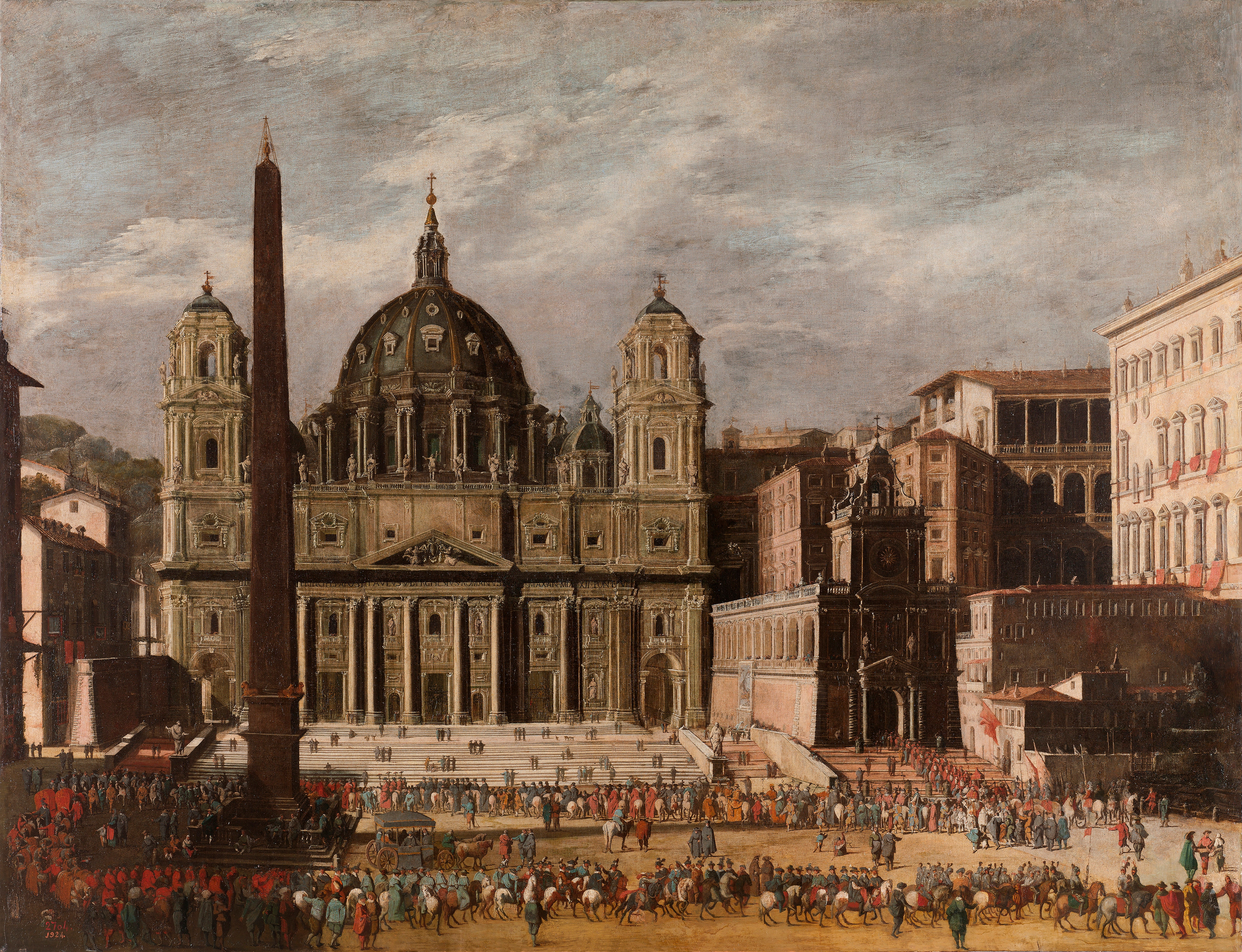
Viviano Codazzi: Der Petersdom in Rom, um 1630–36, Öl auf Leinwand, 168 × 220 cm, Prado, Madrid. Die Vedute zeigt den Petersplatz vor dem Bau der berühmten Kolonnaden durch Bernini, die 1637 begonnen wurden. Rechts sieht man den 1618 durch Martino Ferrabosco erbauten Uhrturm, der zugleich Eingang des Vatikanpalastes war und 1659 abgerissen wurde (wegen des Baus der Kolonnaden). Zugleich malte Codazzi den Dom mit zwei Glockentürmen, die geplant waren, aber so nicht gebaut wurden.

Viviano Codazzi (Nachname auch: Codazzo, Codacci, Codozo, Codagora, Codaora, Codahorra; * 1603 oder 1604 in Bergamo; † 5. November 1670 in Rom) war ein italienischer Maler und Freskant des Barock, der auf Architektur- und Quadraturmalerei spezialisiert war und einen bedeutenden Einfluss auf die Entwicklung der Vedutenmalerei hatte.

## Leben
Sein Vater war Maffeo Codazzi aus Bergamo, wo Viviano nach allgemeiner Ansicht um 1603 oder 1604 geboren wurde, obwohl er in einem Dokument von 1657 als „fünfzigjährig“ bezeichnet wurde (demnach also erst um 1607 geboren wäre).
Um 1620 verließ er Bergamo und ging vermutlich zunächst nach Rom. Über diesen ersten römischen Aufenthalt Codazzis ist jedoch bisher nichts Genaues bekannt, und von manchen Autoren wurde er sogar bestritten.

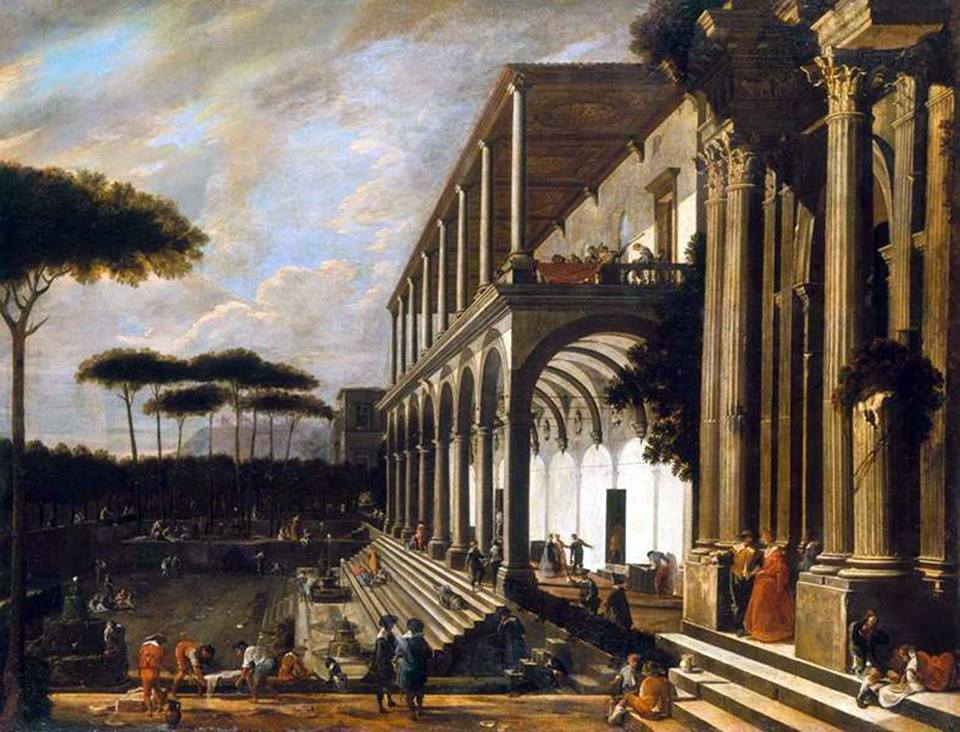
Viviano Codazzi und Domenico Gargiulo: Fest in der Villa von Poggiorreale, 1641, Musée des Beaux-Arts, Besançon

Zwischen 1634 und 1647 ist er in Neapel nachgewiesen, wo er am 3. Mai 1636 die Neapolitanerin Candida Miranda heiratete, die ihm bis 1657 sieben Kinder schenkte; von diesen wurden die Söhne Niccolò und Antonio ebenfalls Maler. Codazzi war gut eingebunden in die neapolitanischen Künstlerkreise, und zählte zu seinen Freunden auch Cosimo Fanzago, der 1638 Taufpate von Codazzis Tochter Caterina war.
Über Fanzago erhielt er Aufträge für Malereien und Dekorationen in der Certosa di San Martino. Insbesondere malte er ab 1644 die Architekturkulissen in zwei Gemälden für die Sakristei der Certosa, darunter das Ecce homo von Massimo Stanzione. Andere Arbeiten Codazzis in San Martino, in der Cappella del Tesoro, wurden später zerstört, als Luca Giordano dort ein neues Fresko malte. Die Bezahlung für seine Arbeiten in der Certosa blieb allerdings aus und führte zu einem Rechtsstreit, der erst nach Codazzis Tod geregelt werden konnte.
Gemeinsam mit Massimo Stanzione malte Codazzi auch das 1644 vollendete Deckenfresko in der Kirche San Paolo Maggiore und in Santi Apostoli schuf er die Quadraturen für Lanfrancos Teich von Bethesda (ital.: „Probatica piscina“; ca. 1644–47).
Daneben malte er vor allem Ölgemälde mit Architekturansichten oder Ruinen, in die verschiedene andere Maler kleine Staffagefiguren hineinmalten. In diesem Genre arbeitete Codazzi besonders häufig mit Domenico Gargiulo (bekannt als Micco Spadaro) zusammen, mit dem er offenbar eng befreundet war. Gemälde von Codazzi wurden sehr geschätzt und befanden sich quasi in allen neapolitanischen Sammlungen.

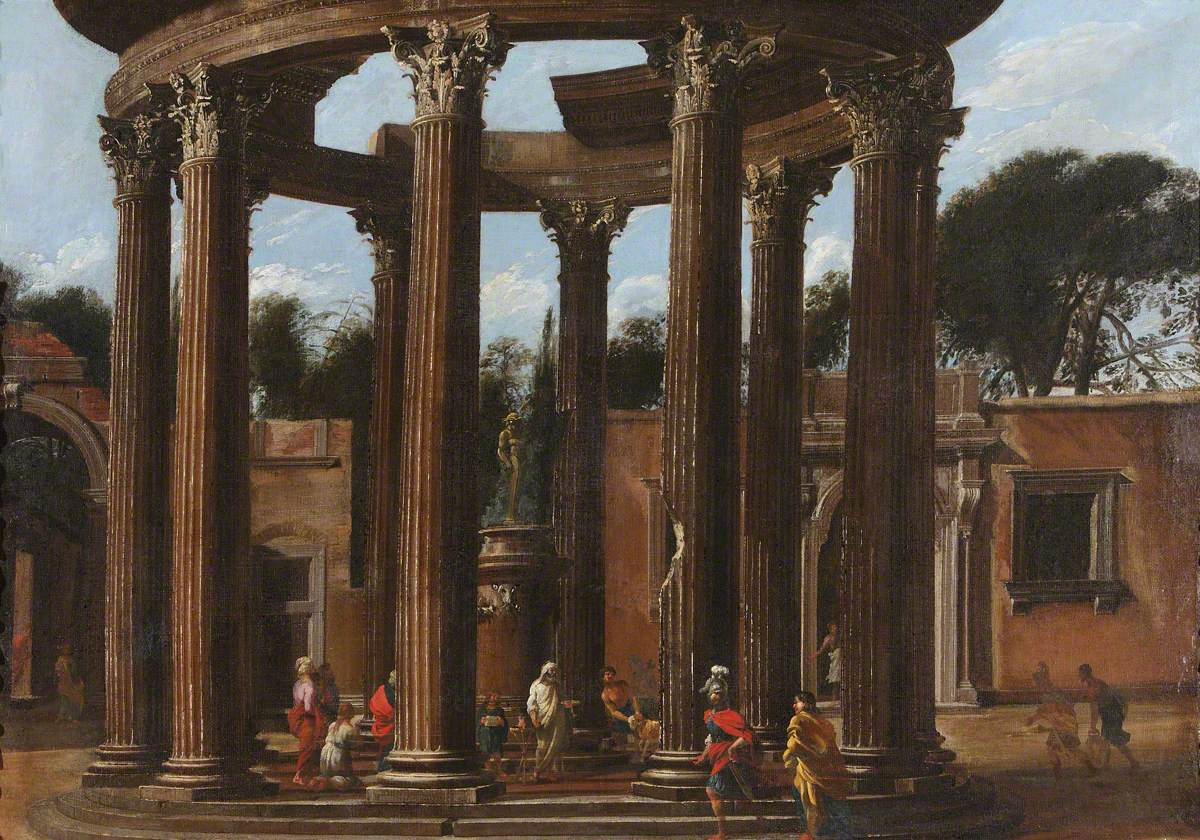
Tempelruine mit Opferszene, um 1650, Öl auf Leinwand, 94,0 × 132,1 cm, National Trust

Zusammen mit Gargiulo malte er beispielsweise für den flämischen Sammler Gaspar Roomer eine ganze Serie mit Geschichten aus dem Alten Testament, und zwischen 1639 und 1644 für den spanischen Vizekönig, den Herzog von Medina de las Torres, auch vier Gemälde, die heute mit einigen im Prado befindlichen antikisierenden Ansichten identifiziert werden: einem römischen Amphitheater, einem Circus und einem Gymnasion. Codazzi malte wahrscheinlich auch die Architekturkulissen zu einer anderen Serie von antiken Geschichten, die zwischen 1635 und 1645 für den Vizekönig entstand und sich ebenfalls im Prado befindet; in diesem Fall wurden die Figuren von Gargiulo, Aniello Falcone und Lanfranco gemalt.
Während Masaniellos antispanischer Revolte im Jahr 1647 suchte Codazzi zusammen mit Gargiulo Zuflucht in einem Kloster, bekam jedoch Probleme, die nur durch Intervention von Gaspar Roomer beim Vizekönig gelöst werden konnten.
Codazzi befand sich außerdem in großer Geldnot und ging mit seiner Familie in dieser Situation nach Rom, wo er 1649 im Vicolo di Sant’ Andrea delle Fratte und von 1650 bis zu seinem Tode – mit wenigen Unterbrechungen – in der Via dei Greci wohnte.
Auch in Rom waren seine Arbeiten sehr gefragt und er arbeitete mit mehreren anderen Malern zusammen, die wiederum für die Figuren zuständig waren. Sein bevorzugter römischer Mitarbeiter war jetzt offenbar Michelangelo Cerquozzi, aber auch Jan Miel, François Perrier, Filippo Lauri und um 1649–50 eventuell auch Giovanni Battista Castiglione. In seiner römischen Zeit entstanden die heute bekanntesten seiner Werke, mit Cerquozzi unter anderem die Die Revolte von Masaniello in Neapel (nach 1648) für Virgilio Spada (Galleria Spada, Rom).
Zu seinen römischen Mäzenen gehörten die Chigi und die Colonna, in deren Sammlungen sich zahlreiche seiner Werke befanden. Trotzdem verdiente er offenbar zu wenig für den Lebensunterhalt seiner Familie und wurde im Jahr 1657 als arm eingestuft.
Er starb am 5. November 1670.

## Würdigung

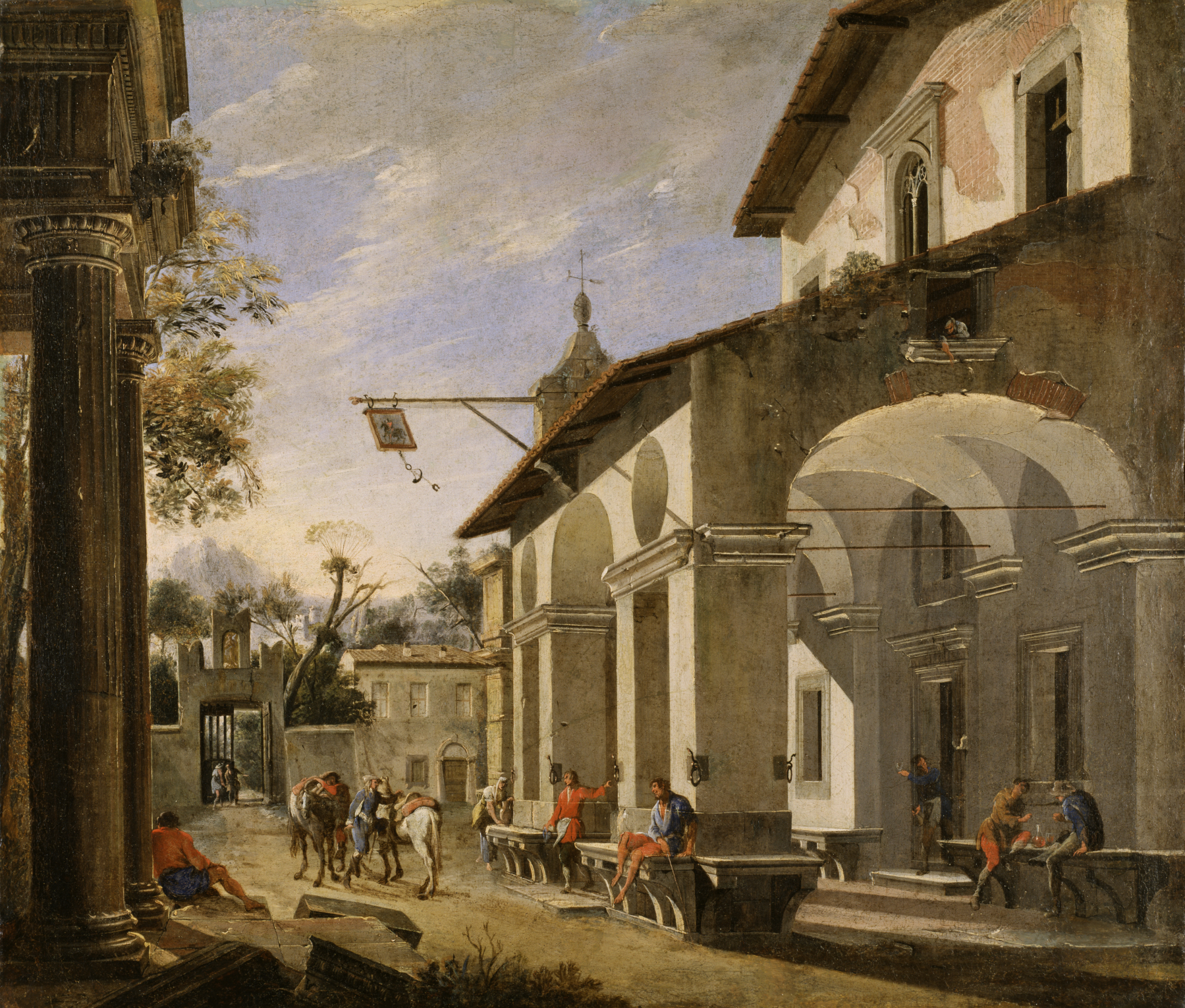
Viviano Codazzi und Domenico Gargiulo: Hof einer Gaststätte mit klassischen Ruinen, ca. 1630–47, Öl auf Leinwand, 69,5 × 80,7 cm, Walters Art Museum, Baltimore (Maryland)

Viviano Codazzi gilt als bedeutendster italienischer Architektur- und Vedutenmaler des 17. Jahrhunderts. Obwohl er bereits von Bernardo De Dominici als „berühmter Perspektivenmaler“ („celebre pittore di prospettive“), und von Luigi Lanzi als „geradezu der Vitruv dieser Klasse von Malern“ („quasi il Vitruvio di questa classe di pittori“) definiert wurde, wurde er andererseits wegen seiner Spezialisierung lange Zeit kaum beachtet. Dies führte letztlich sogar zu Verwirrungen und Verwechslungen, so wurde er oft mit dem älteren Perspektivenmaler Ottavio Viviani aus Brescia verwechselt; sein Name wurde von Baldinucci als „Codagora“ wiedergegeben (auch „Codaora“, oder spanisch „Codahorra“); und daraus resultierte schließlich die Vorstellung, dass Codazzi und Codagora zwei verschiedene Maler gewesen wären.
Heute gilt Coduzzi als ein Erneuerer und als eigentlicher Erfinder der realistischen Vedute, in den Worten von Roberto Longhi „ein Caravaggio und Canaletto zugleich“. Seine Vedutenmalerei mit ihrer Mischung aus präziser Darstellung des Sichtbaren und interessanten, lebendigen Effekten von Licht und Schatten ist gänzlich originell.
Codazzis Werk basiert grundsätzlich auf der Perspektivmalerei der Renaissance, die ihm vielleicht von Ottavio Viviani vermittelt wurde. Auf der anderen Seite scheint er durch Tendenzen wie die idealisierte, geradezu „vorromantische“ Sicht nordeuropäischer Maler auf die Ruinen der Antike beeinflusst, beispielsweise von Bartholomeus Breenbergh und Cornelis van Poelenburg, und außerdem von den Bamboccianti.
Grundsätzlich kann sein Werk in eine frühe, „neapolitanische“ Phase, die sich durch einen ziemlich malerischen Stil auszeichnet, und eine spätere „römische“ Phase unterschieden werden, wobei sich in den späteren Werken ein strengerer, klassizistischerer Zug bemerkbar macht (der nicht immer von allen Autoren gleichermaßen geschätzt wurde).
Viviano Coduzzi hatte einen bemerkenswerten Einfluss auf viele Maler, darunter auch Claude Lorrain, und gilt letztlich auch als ein Vorläufer von Giovanni Paolo Pannini, Canaletto (Giovanni Antonio Canal) und Bernardo Bellotto.

## Bildergalerie

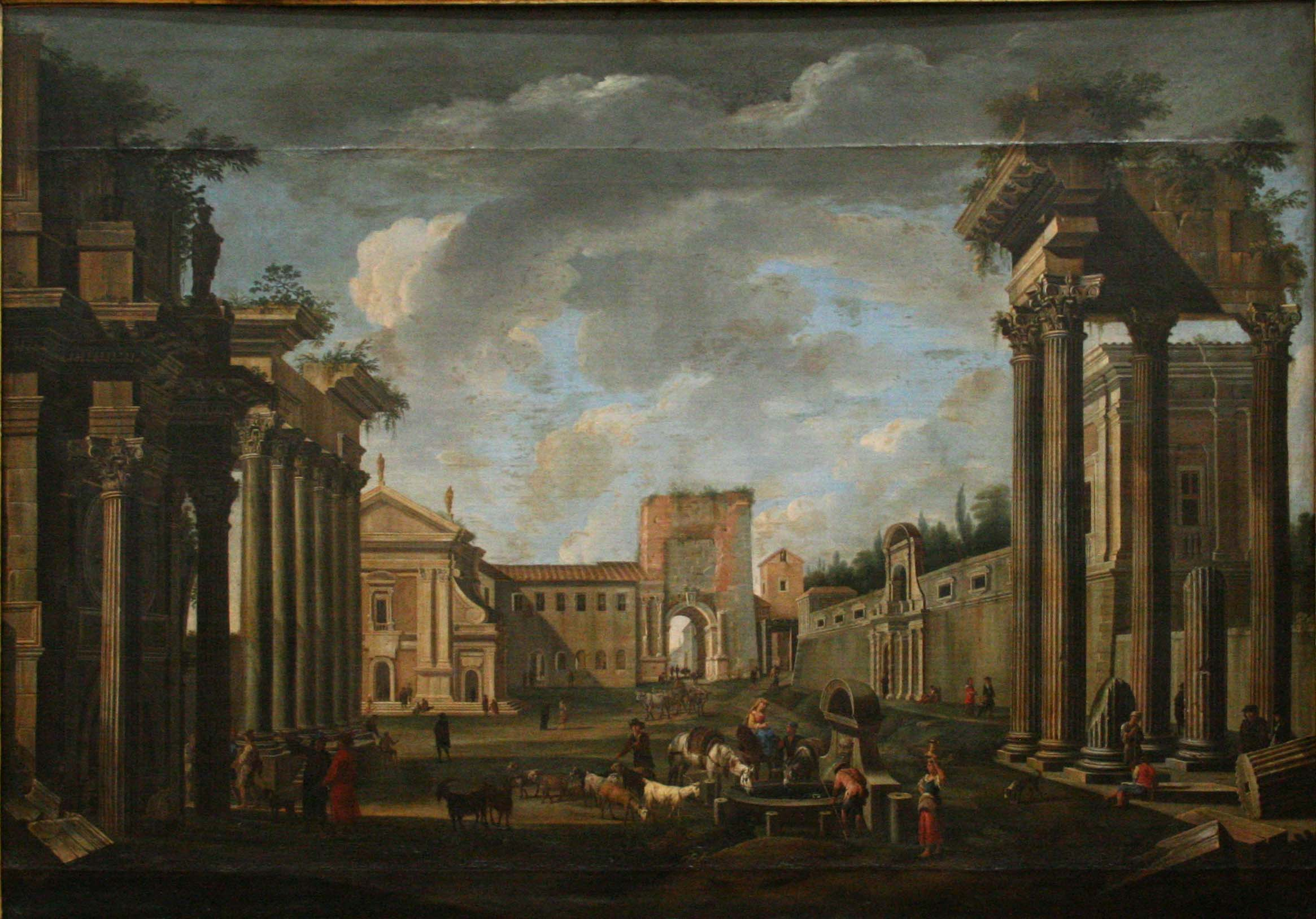
Der Campo Vaccino in Rom, Öl auf Leinwand, Musée des Beaux-Arts, Béziers
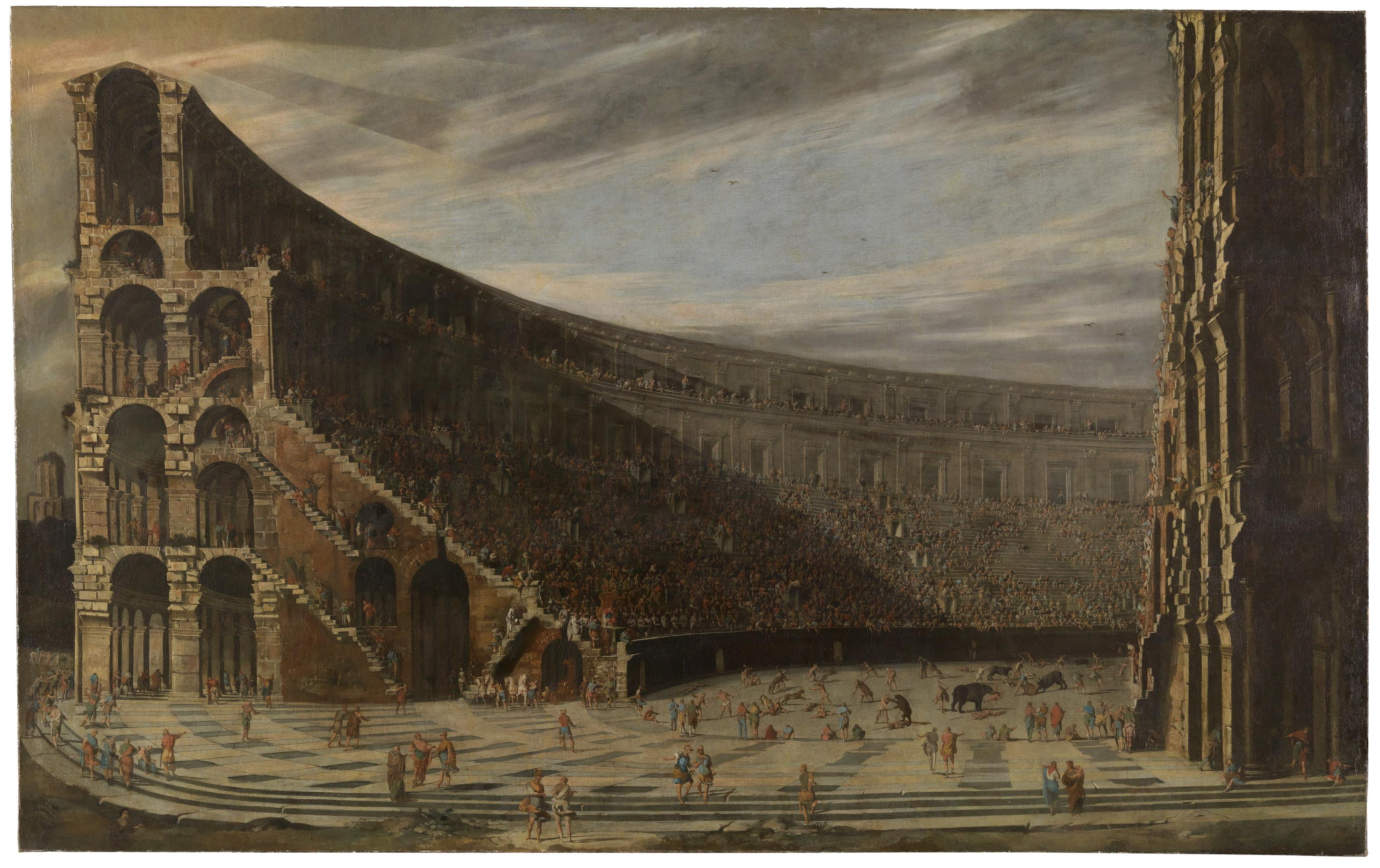
Viviano Codazzi und Domenico Gargiulo: Perspektivischer Blick in ein römisches Amphitheater (das Kolosseum ?), um 1638, Öl auf Leinwand, 220,5 × 352,7 cm, Prado, Madrid
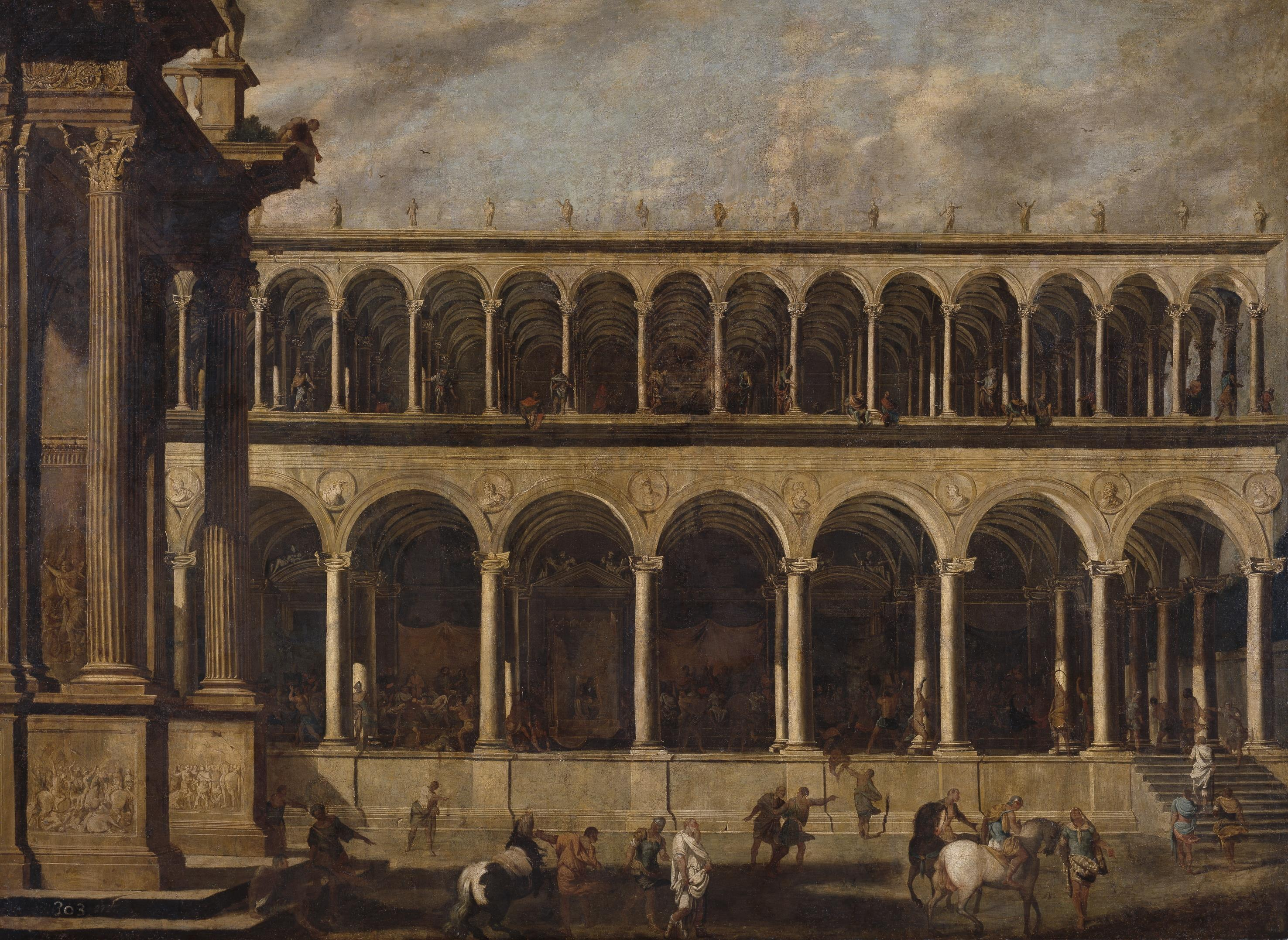
Viviano Codazzi und Domenico Gargiulo: Blick in ein antikes Gymnasion, um 1638, Öl auf Leinwand, 218 × 298 cm, Prado, Madrid
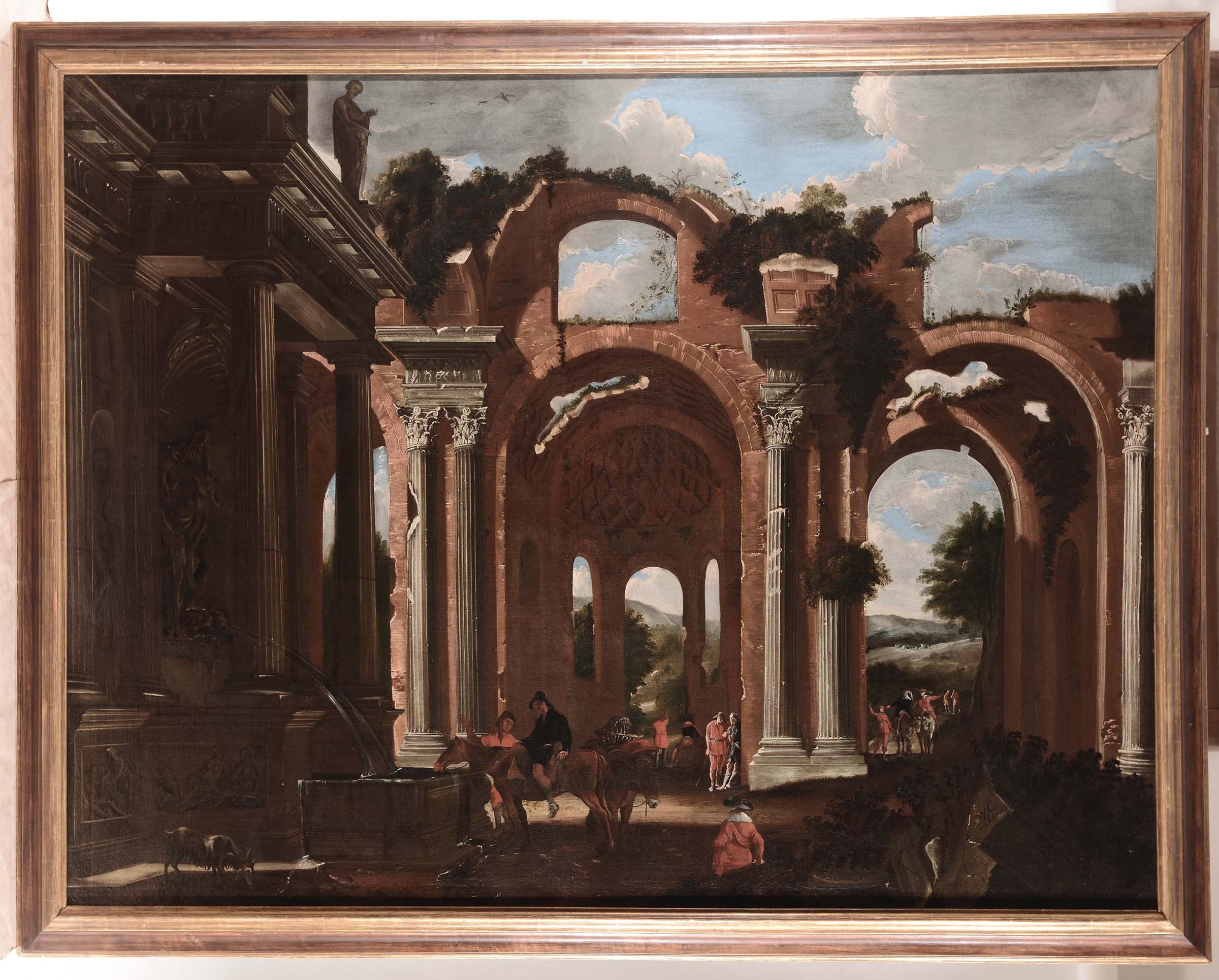
Viviano Codazzi und Domenico Gargiulo: Die Konstantinische Basilica mit Besuchern, 1641, Öl auf Leinwand, 174 × 230 cm, Privatsammlung (?)
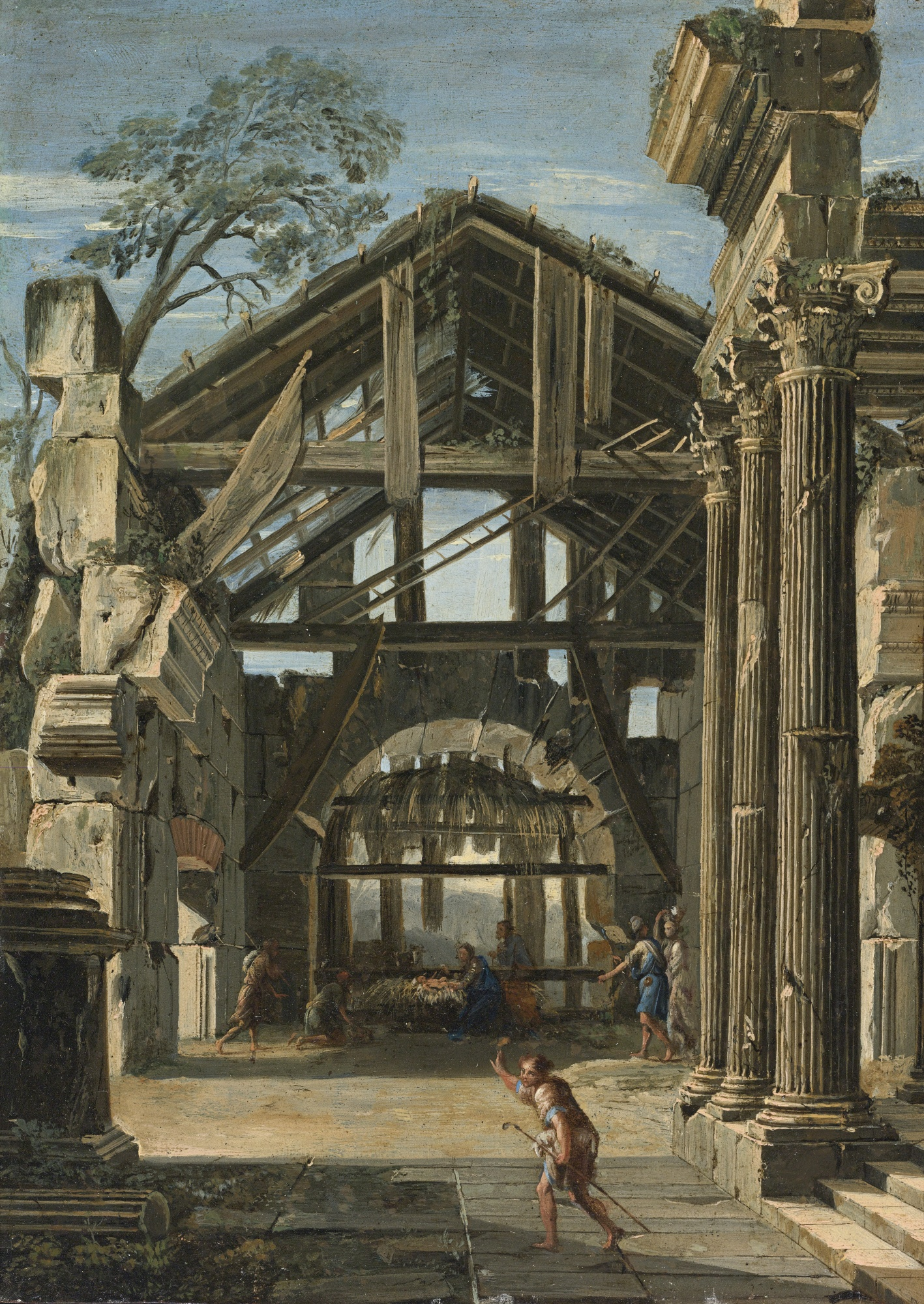
Die Geburt Jesu in antiken Ruinen, um 1660, Öl auf Kupfer, 26,7 × 19,1 cm, Privatsammlung (?)

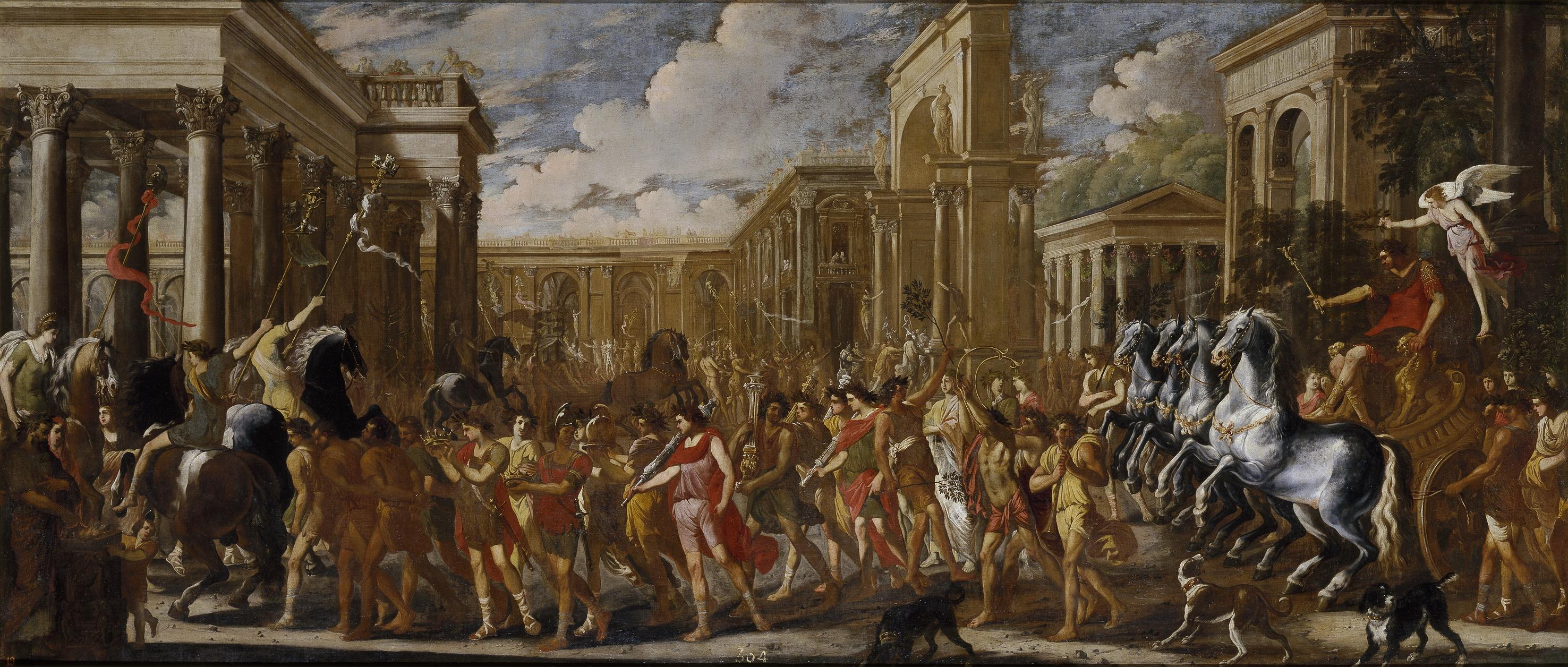
Viviano Codazzi und Domenico Gargiulo: Triumphzug des Vespasian in Rom, um 1638, Öl auf Leinwand, 155 × 363 cm, Prado, Madrid

## Werke (Auswahl)

### Fresken
- Architekturkulissen in zwei Gemälden, ca. 1635–1647, Sakristei der Certosa di San Martino, Neapel (u. a. zusammen mit Massimo Stanzione)
- Quadraturen für das Deckenfresko, 1644, Kirche San Paolo Maggiore (zusammen mit Massimo Stanzione)
- Quadraturen für den Teich von Bethesda („Probatica piscina“), ca. 1644–47, Santi Apostoli, Neapel (zusammen mit Giovanni Lanfranco)

### Ölgemälde
- Vedute des Palazzo Gravina in Neapel, um 1635 (?), Privatsammlung (?)
- zwei Veduten, datiert 1641, Musée des Beaux-Arts, Besançon (zusammen mit Domenico Gargiulo)
- Antike Ansichten: Römisches Amphitheater, Circus und Gymnasion, Prado, Madrid (zusammen mit Domenico Gargiulo)
- Architekturkulissen zu Antiken Geschichten, 1635–45, Prado, Madrid (zusammen mit Domenico Gargiulo, Aniello Falcone und Giovanni Lanfranco)
- Die Revolte von Masaniello in Neapel, nach 1648, Galleria Spada, Rom (zusammen mit Michelangelo Cerquozzi)[3]
- Ruinen, Galleria Spada, Rom
- zwei Architekturansichten, nach 1649, Palazzo Pitti, Florenz
- Ruinen, Palazzo Pallavicini, Rom
- Der Triumphbogen des Titus, Museo di Roma, Rom
- Vedute der Piazza del Popolo, datiert 1660, Verbleib unbekannt
- Ruinen, 1663, Museo di Arezzo
- Architekturansicht, 1664, Galleria nazionale di Roma (früher Collezione Chigi)
- Ansicht des Hafens von Civitavecchia, 1668, Privatsammlung (?) (mit Figuren von Filippo Lauri)